# Haselhof (Igensdorf)
Haselhof ist ein Gemeindeteil des Marktes Igensdorf im Landkreis Forchheim (Oberfranken, Bayern).

## Geografie
Die im Erlanger Albvorland gelegene Einöde ist ein Gemeindeteil des oberfränkischen Marktes Igensdorf. Haselhof liegt etwa dreieinhalb Kilometer südwestlich des Ortszentrums von Igensdorf auf einer Höhe von 340 m ü. NHN.

## Geschichte
Durch die zu Beginn des 19. Jahrhunderts im Königreich Bayern durchgeführten Verwaltungsreformen wurde Haselhof mit dem zweiten Gemeindeedikt im Jahr 1818 zu einem Gemeindeteil der Ruralgemeinde Pettensiedel. Im Zuge der Gebietsreform in Bayern wurde Haselhof am 1. Januar 1972 in den Markt Igensdorf eingegliedert.

## Baudenkmäler

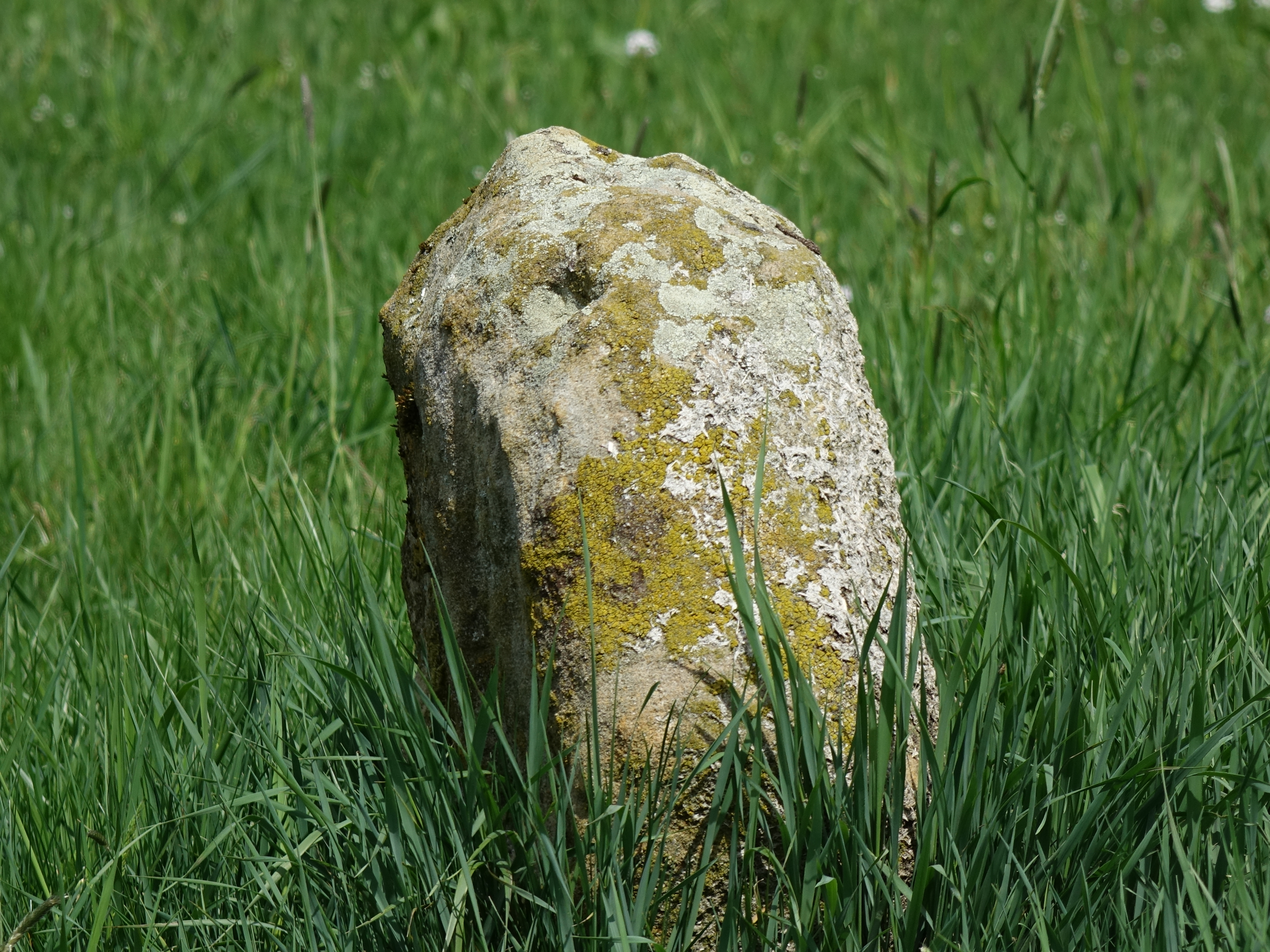
Kreuzstein in der Flur Sengersäcker

Etwas weniger als einen halben Kilometer westnordwestlich von Haselhof steht in der Flur Sengersäcker ein Kreuzstein.

## Verkehr
Eine von Pettensiedel kommende Anliegerstraße bindet die Einöde an das Straßenverkehrsnetz. Vom ÖPNV wird Haselhof nicht bedient, die nächste Haltestelle der Buslinie 217 des VGN befindet sich in Pettensiedel und der nächstgelegene Bahnhof in Forth an der Gräfenbergbahn.